# 마로니에 (음악 그룹)
마로니에는 1989년부터 1998년까지 활동했던 대한민국의 혼성 음악 그룹이었다. 

## 역사

### 1집 《비를 기다리는 사람들 / 동숭로에서》
1989년 프로듀서 김선민, 권인하, 신윤미가 프로젝트 그룹으로 만들었다.
1집에는 〈동숭로에서〉 등의 곡이 수록되어 있었다.

### 2집 《마로니에 II: 혼자 남는 법 / 안개꽃 꽃말은 슬픔》
2집은 1991년 말에 발매되었고, 가수 구성은 황치훈, 김사미, 이윤선, 유주희이다.
2집에는 〈혼자 남는 법〉 등의 곡이 수록되어 있었다.

### 3집 《마로니에 3: 칵테일 사랑》
3집은 1994년 3월에 발매되었고, 가수 구성은 신윤미, 최선원, 김신우다.
앨범 녹음을 마친 신윤미는 음반회사와 계약 만료 후 미국 유학을 떠났으며, 최선원은 소속 음반회사를 옮겼다. 앨범 발매 이후 타이틀곡 〈칵테일 사랑〉이 인기를 얻자 음반회사 측은 앨범 녹음과 아무런 관계가 없는 가수를 멤버(백종우, 김정은, 김민경)로 내세워 립싱크로 활동하게 했다. 뒤늦게 이 소식을 접한 신윤미는 당초 약속대로 앨범에 자신의 이름을 넣어달라고 음반회사 측에 요구했지만 이뤄지지 않았다.
마로니에 3집 앨범은 약 100만장 이상의 판매량을 기록했으며, 〈칵테일 사랑〉은 KBS 가요톱텐 골든컵을 차지할 정도로 대박 히트를 쳤다. 하지만 이를 포함한 세 곡이 신윤미의 목소리와 편곡을 도용한 것이어서, 신윤미와 음반회사 사이에 법적 분쟁이 있었다. 신윤미는 권리 증명을 위해 '칵테일 사랑'을 법정에서 쭉 불렀다. 결국 승소해 가수의 성명 표시권과 코러스 편곡 저작권을 인정받았다.

### 4집 《마로니에 95》
4집은 1995년에 발매되었고, 가수 구성은 김민경, 김지영, 신유상, 원우혁이다.
4집에는 〈진실게임〉 등의 곡이 수록되어 있었다.

### 5집 《마로니에 96》
5집은 1996년 4월에 발매되었고, 가수 구성은 김민경, 김지영, 원우혁, 이현욱이다.
마로니에 96 이름으로 활동한 5집에는 〈큐피트의 화살〉 등의 곡이 수록되어 있었다.